# Oh Hyun-young
Oh Hyun-young (ur. 16 października 1989) – południowokoreańska zapaśniczka walcząca w stylu wolnym. Zajęła szesnaste miejsce na mistrzostwach świata w 2019 i 2022 roku. 
Dwunasta na igrzyskach azjatyckich w 2022. Brązowa medalistka mistrzostw Azji w 2016. Trzecia na mistrzostwach Azji juniorów w 2008 roku.